# I Sway
I Sway es el séptimo EP del grupo femenino surcoreano (G)I-dle. Fue lanzado por Cube Entertainment y distribuido por Kakao M el 8 de julio de 2024. El miniálbum contiene cuatro pistas, incluido su sencillo principal titulado «Klaxon».

## Antecedentes y lanzamiento
El 10 de junio de 2024, las redes sociales oficiales del grupo anunciaron que (G)I-dle lanzaría su séptimo miniálbum bajo el título de I Sway, el 8 de julio del mismo año.
El 21 de junio se publicó un vídeo conceptual como adelanto del nuevo EP del grupo. Del 24 al 26 de junio se lanzaron tres set de fotos conceptuales de las miembros del grupo, tanto de manera individual como de forma colectiva. El 27 de junio de 2023 se anunció la lista de canciones, confirmando que estaría compuesto por cuatro pistas, incluyendo su sencillo principal titulado «Klaxon». Al día siguiente, se publicaron parte de los audios de cada una de las canciones que forman parte del nuevo lanzamiento.
El 1 de julio se publicaron una serie de vídeos bajo el título de «Overture», donde se muestra a las miembros del grupo protagonizando un póster en movimiento con el título del álbum. El 4 y 5 de julio se publicaron los dos primeros adelantos del vídeo musical de su nuevo sencillo titulado «Klaxon». El miniálbum fue lanzado el 8 de julio de 2024, junto con el vídeo musical de su sencillo principal.

## Lista de canciones
| CD / Descarga digital |                   |                                        |                                                                     |                                           |          |  |
| N.º                   | Título            | Letras                                 | Música                                                              | Arreglos                                  | Duración |  |
| 1.                    | «클락션 (Klaxon)» | Soyeon                                 | Soyeon, Pop Time, Daily, Likey                                      | Pop Time, Daily, Likey, Soyeon            | 2:56     |  |
| 2.                    | «Last Forever»    | Yuqi, BOYTOY, MOJO, ssuVy, Heggy (PLZ) | Yuqi, BOYTOY, MOJO, Milli Oshyun, ssuVy, Heggy (PLZ), JIWOONG (PLZ) | BOYTOY, MOJO, Milli Oshyun, JIWOONG (PLZ) | 2:26     |  |
| 3.                    | «Bloom»           | Minnie, B.O.                           | Minnie, BreadBeat, CA$HCOW                                          | BreadBeat, CA$HCOW                        | 3:15     |  |
| 4.                    | «Neverland»       | Miyeon, Yuqi                           | Yuqi, Siixk Jun, Wooseok                                            | Siixk Jun                                 | 2:46     |  |
| 11:23                 |                   |                                        |                                                                     |                                           |          |  |

## Historial de lanzamiento
| País          | Fecha              | Formato                       | Sello                       |
| ------------- | ------------------ | ----------------------------- | --------------------------- |
| Corea del Sur | 8 de julio de 2024 | CD Descarga digital streaming | Cube Entertainment, Kakao M |